# 南曼蘭公爵卡爾·奧斯卡王子
卡尔·奥斯卡·威尔海姆·弗雷德里克（瑞典語：Carl Oscar Vilhelm Fredrik，1852年12月14日—1854年3月13日），出生于斯德哥尔摩。是瑞典国王卡尔十五世的长子。南曼蘭公爵，瑞典和挪威王子。早夭。